# Zsófia Varga
Zsófia Varga (Ajka, 15 gennaio 1989) è una cestista ungherese.

## Carriera
Con l'Ungheria ha disputato due edizioni dei Campionati europei (2017, 2019).